# 塔科什
塔科什，是匈牙利索博尔奇-索特马尔-贝拉格州所辖的一个村。总面积10.82平方公里，总人口375，人口密度34.7人/平方公里（2011年1月1日）。